# Paul Meyle

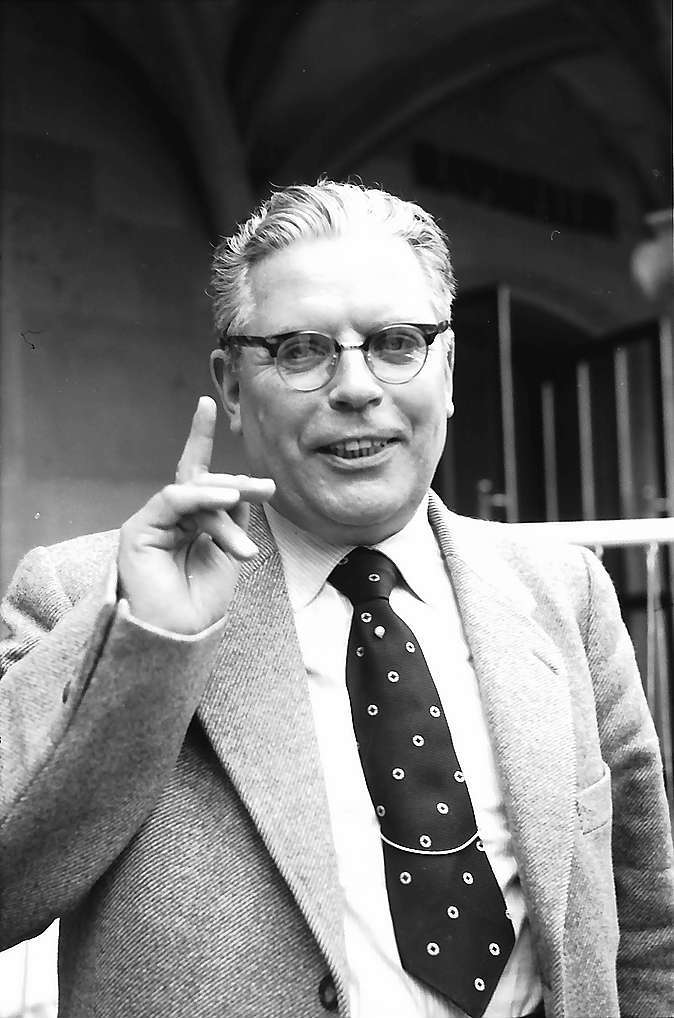
Paul Meyle (1955)

Paul Meyle (* 13. September 1900 in Ludwigsburg; † 21. Juni 1977 in Stuttgart) war ein deutscher Kaufmann und Politiker. Er war von 1948 bis 1967 Oberbürgermeister von Heilbronn. Als sein Lebenswerk gilt der Wiederaufbau der im Zweiten Weltkrieg völlig zerstörten Stadt.

## Leben
Paul Meyle war Sohn eines Gastwirts und absolvierte nach der Schule eine kaufmännische Lehre. 1919 schloss er sich den Deutschen Jungdemokraten an. In den Jahren 1929 bis 1945 war er Kaufmann beim Heilbronner Lebensmittelhersteller Knorr, zuletzt hatte er die Position des Prokuristen inne. Im Sommer 1945, nach dem Ende des Zweiten Weltkriegs, wechselte er ins Heilbronner Rathaus, da es bei dem der Militärregierung unterstellten Unternehmen Knorr nichts mehr zu verkaufen gab und im Rat der zerstörten Stadt politisch unbelastete Männer für den Wiederaufbau des Gemeindewesens gesucht wurden. Sein Bürgermeistergehalt wurde anfangs noch für einige Monate von Knorr bezahlt. Im Juli 1946 wurde er auch Geschäftsführer der IHK.
Die Oberbürgermeister Emil Beutinger (1945–1946) und Paul Metz (1946–1948) waren von der Militärregierung eingesetzt bzw. vom Gemeinderat gewählt worden. Meyle gehörte der DVP an und kandidierte am 11. April 1948 für das erstmals wieder aus der Bürgerschaft gewählte Amt des Oberbürgermeisters von Heilbronn. Dabei erhielten Paul Meyle 44,48 % und Metz 44,54 % der Stimmen, wodurch keiner der Kandidaten die absolute Mehrheit der Stimmen erhielt. In einer Stichwahl am 23. Mai 1948 erhielt Meyle 56,2 % der Stimmen und gewann somit gegen Amtsinhaber Metz. Bei seiner Wiederwahl im Jahr 1954 setzte er sich mit 28.640 Stimmen klar gegen Walter Vielhauer (KPD) mit 1.727 Stimmen durch.

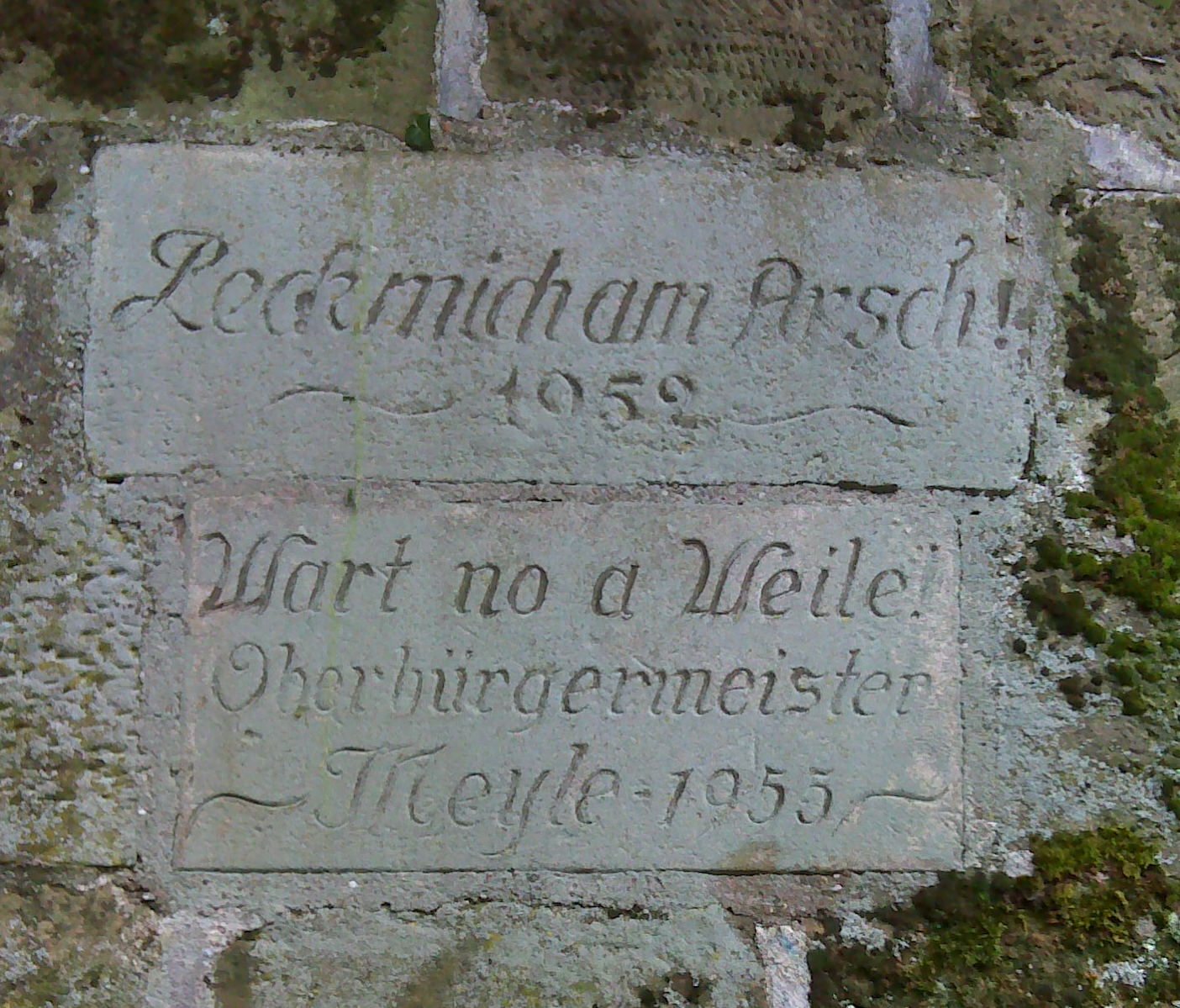
Inschriftenstein an der Wartbergsteige in Heilbronn

In Meyles Amtszeit von 7. September 1948 bis 6. September 1967 fiel fast der gesamte Wiederaufbau der nach dem Luftangriff auf Heilbronn am 4. Dezember 1944 völlig zerstörten Stadt. Es entstanden mehr als 25.000 Wohnungen, 25 Schulen, 21 Turnhallen, 20 Kirchen, unzählige öffentliche Gebäude, 15 Neckarbrücken usw.
Am Fuß des Heilbronner Wartbergs hat sich ein Paar aus kuriosen Inschriftensteinen von 1952 und 1955 erhalten. Im Stein von 1952 lässt ein Mitarbeiter des Tiefbauamts mit dem „schwäbischen Gruß“ seinem Unmut freien Weg, weil er die versprochene Entlohnung für den Bau einer Weinbergtreppe nicht erhalten hatte. OB Meyle ließ 1955 eine gereimte Antwort vom selben Mitarbeiter des Tiefbauamts darunter setzen.
Zur Oberbürgermeisterwahl 1967 trat Meyle nicht mehr an. Sein Nachfolger wurde der SPD-Politiker Hans Hoffmann.
Meyle gehörte von 1964 bis 1968 mit einem Zweitmandat im Wahlkreis Heilbronn-Stadt dem Landtag von Baden-Württemberg an.
Von 1958 bis 1976 war er Mitglied, zeitweise Vorsitzender des Kuratoriums der Friedrich-Naumann-Stiftung. Bis zu seinem Tod war er Ehrenmitglied des Gremiums.

## Ehrungen
Bei seinem Ausscheiden aus dem Amt wurde Meyle Ehrenbürger von Heilbronn, die Universität Tübingen ernannte ihn zum Ehrensenator. Er war außerdem Träger der Theodor-Heuss-Plakette und des Großen Bundesverdienstkreuzes. Darüber hinaus ist die Paul-Meyle-Schule für Geistig- und Körperbehinderte im Heilbronner Stadtteil Sontheim nach ihm benannt.